# Pier Francesco Giambullari
Pier Francesco Giambullari est un  littérateur italien de la Renaissance, né à Florence vers 1495 et mort dans la même ville en 1564.

## Biographie
Pier Francesco Giambullari est né à Florence vers l’année 1495. Son père  Bernard est un poète. Il apprit le latin, le grec et l’hébreu et étudia l’histoire. Ecclésiastique, il fut pourvu d’un canonicat d'abord à l’église ducale de St-Laurent et ensuite de la cure de St-Pierre. Proche d’Alphonsine, mère de Laurent de Médicis, de laquelle il a été le secrétaire, il contribua à faire accorder des pensions aux artistes et aux savants qu’il en jugeait le plus dignes et  l’établissement de l’Académie florentine, antichambre de l'Accademia della Crusca.
Pier Francesco Giambullari mourut à Florence, en 1564, à l’âge d’environ 69 ans. L’Académie lui fit célébrer des obsèques et Cosimo Bartoli prononça son oraison funèbre.

## Œuvres
- Descrizione del sito, forma e misure dell’inferno da Dante cantato, Florence, 1544, in-8°.
- Origine della lingua fiorentina altrimenti il Gello, ibid., 1546, in-4° ; deuxième édition augmentée, ibid., 1549, in-8° ; et dans le recueil des Autori per ben parlare, Venise, 1648, t. 6. Il y traite de l’origine de la langue italienne, et s’efforce de prouver qu’on doit la chercher dans l’ancien étrusque[N 1]. « On peut imaginer, dit Tiraboschi, dans quels écarts le jette un pareil système. » Cependant Giambullari doit être compté parmi les écrivains qui ont rendu le plus de services à la langue italienne, en s’attachant à fixer le sens des mots et à n’en employer que de choisis ; mais il n’est point aussi correct qu’élégant et son orthographe est défectueuse[1].
- Le regole per bene scrivere e parlare toscano, ibid., 1549, in-8°.
- Della lingua che si parla e scrive in Firenze, e un dialogo di Giambattista Gelli sopra la difficultà dell’ordinar detta lingua, ibid., 1551, in-8°. « Les Toscans, dit Salvini, ont l’avantage d’avoir le plus bel idiome et de posséder le territoire le plus fertile de toute l’Italie ; mais comme ils négligent d’ajouter par la culture à la fertilité de leurs champs, de même ils semblent dédaigner de polir leurs compositions littéraires[1]. »
- Lezioni sopra alcuni luoghi di Dante, ibid., 1551, in-8°. Elles sont au nombre de quatre : la première traite de la situation du Purgatoire ; la seconde, de la pitié ; la troisième, des influences célestes ; et la quatrième, de l’ordre de l’univers. Les deux premières avaient déjà paru dans le recueil des Lezioni degli academici fiorentini sopra Dante, publié par Doni, ibid., 1547, in-4°[1].
- Istoria delle cose accadute in Europa dall’anno 800 sino al 1200 dopo la nascita di Cristo. Cette histoire, que l’auteur a laissée imparfaite, a été imprimée par les soins de Bartoli, Venise, 1566, in-4°. L’éditeur y ajouta l’Oraison funèbre de Giambullari et son portrait. Elle est citée par l’Académie de la Crusca dans la liste des Testi di lingua. Tiraboschi en loue l’exactitude, et regrette qu’elle n’ait point été terminée ; les sept livres imprimés ne vont que jusqu’à l’année 913.
- Six chansons ou chants de carnaval, dans le recueil intitulé Tutti i trionfi, carri e mascherate, etc., publié par le Lasca, Florence, 1559, 2 vol. in-4°.
- Des opuscules dans les recueils de l’Académie, et un commentaire manuscrit sur le poème du Dante.